# کالبی
کالبی (انگلیسی: Calbee) شرکت صنایع غذایی ژاپنی است، که در سال ۱۹۴۹ تأسیس شد.